# Энергетика Ростовской области
Энергетика Ростовской области — сектор экономики региона, обеспечивающий производство, транспортировку и сбыт электрической и тепловой энергии. По состоянию на сентябрь 2020 года, на территории Ростовской области эксплуатировались 13 электростанций общей мощностью 7545,7 МВт, в том числе одна АЭС, одна ГЭС, три ветроэлектростанции и восемь тепловых электростанций. В 2019 году они произвели 44 329 млн кВт·ч электроэнергии. В конце 2020 запущена первая очередь Казачьей ВЭС мощностью 50 МВт (запуск второй очереди такой же мощности планируется на 4 квартал 2021), а в 2021 г еще две ВЭС — Марченковская и Азовская, общей мощностью 210 МВт. Таким образом, Ростовская область вышла на первое место среди регионов России по установленной мощности ВЭС: 560 МВт.

## История
Первая электростанция в Ростове-на-Дону была введена в эксплуатацию в 1896 году. Она вырабатывала постоянный ток и позволила наладить уличное электрическое освещение. В 1901 году заработала еще одна электростанция, обеспечившая энергоснабжение ростовского трамвая, а в 1909 году — третья, которая, в отличие от предыдущих, вырабатывала переменный ток. К 1910 году общая мощность всех электростанций Ростова-на-Дону достигла 7920 кВт. В городе Нахичевань-на-Дону уличное электрическое освещение появилось в 1894 году, в 1911 году была построена дизельная электростанция мощностью 375 кВт. К 1917 году общая мощность всех электростанций региона составляла 24,44 МВт, помимо электростанций общего пользования в это число вошел и ряд электростанций промышленных предприятий.
В 1924 году было создано Управление объединёнными государственными электрическими станциями городов Ростова-на-Дону и Нахичевани-на-Дону — «Дон ГЭС», в состав которого вошли четыре электростанции и электрические сети. В 1925 году при мощности 3 МВт была пущена Ростовская ТЭЦ-1, в 1927 году станция была выведена на полную мощность — 6 МВт. Как электростанция она эксплуатировалась до 1970-х годов, после чего продолжила работу как Центральная котельная.
В 1926 году в соответствии с планом ГОЭЛРО начинается строительство Шахтинской ГРЭС, первый турбоагрегат станции был пущен в 1929 году, в этом же году её мощность достигла 44 МВт, а в 1934 году увеличилась до 90 МВт. В 1928 году со строительства первых ЛЭП 35 кВ Шахтинская ГРЭС — Новочеркасск и ЛЭП 110 кВ Шахтинская ГРЭС — Ростов (Р-1) начинается формирование энергосистемы юга России. В 1930 году введена в эксплуатацию ТЭЦ завода «Ростсельмаш». В 1935—1938 году была построена Каменская ТЭЦ (эксплуатировалась до 2004 года), в 1936—1941 годах — Несветаевская ГРЭС (эксплуатировалась до 2013 года).
В ходе Великой Отечественной войны при приближении немецких войск было эвакуировано оборудование Несветаевской ГРЭС, остальные электростанции были разрушены. После освобождения изначально энергосистема региона восстанавливалась при помощи энергопоездов и небольших энергоустановок промышленных предприятий, первый турбоагрегат Ростовской ТЭЦ был заново введён в эксплуатацию в мае 1943 года, Шахтинской ГРЭС — в октябре 1943 года, Каменской ТЭЦ — в январе 1944 года. 8 января 1944 года образуется районное энергетическое управление «Ростовэнерго», в состав которого вошли Ростовская ТЭЦ, Шахтинская ГРЭС, Каменская ТЭЦ, электрические сети и восстанавливаемая Несветаевская ГРЭС, которая была вновь введена в работу в 1948 году.
В 1948 году было начато строительство Цимлянской ГЭС, и уже в 1952 году был пущен её первый гидроагрегат. В 1954 году было начато строительство Волгодонской ТЭЦ-1 и в 1960 году был пущен её первый турбоагрегат; как электростанция она эксплуатировалась до 2011 года. В 1956 году было начато строительство Новочеркасской ГРЭС, её первый энергоблок мощностью 300 МВт был введён в эксплуатацию в 1965 году, а в 1972 году станция достигла проектной мощности 2400 МВт, став одной из крупнейших тепловых электростанций СССР. В 1974 году была введена в эксплуатацию Ростовская ТЭЦ-2, в 1977 году — первый энергоблок Волгодонской ТЭЦ-2.
В 1979 году было начато строительство Ростовской АЭС, приостановленное в 1990 году при готовности первого энергоблока 95 % из-за протестов населения после аварии на Чернобыльской АЭС и финансовых проблем. В 2000 году строительство станции было возобновлено, что позволило в 2001 году ввести первый энергоблок, в 2010 году — второй энергоблок, в 2015 году — третий и в 2018 году — четвёртый.
С начала 2000-х годов начинается вывод из эксплуатации изношенных старых электростанций — Каменской ТЭЦ, Волгодонской ТЭЦ-1, Несветаевской ГРЭС, Шахтинской ГРЭС; на площадке последней в 2010—2012 годах была пущена современная парогазовая электростанция — Шахтинская ГТЭС. В 2011 году была введена в эксплуатацию газотурбинная Новочеркасская ГТ ТЭЦ, в 2013 и 2018 годах были смонтированы газопоршневые генераторы на Районной котельной № 3 и Центральной котельной. В 2016 году был пущен энергоблок № 9 Новочеркасской ГРЭС, оборудованный первым в России крупным энергетическим котлом с технологией циркулирующего кипящего слоя, позволяющей эффективно сжигать низкокачественное угольное топливо. В 2020 году были введены в эксплуатацию первые ветроэлектростанции региона — Каменская ВЭС, Сулинская ВЭС и Гуковская ВЭС.
Дальнейшее развитие энергетики Ростовской области связано с ветроэнергетикой. На 2020 год запланирован ввод в эксплуатацию Азовской ВЭС, Марченковской ВЭС, Казачьей ВЭС, Астаховской ВЭС, на 2021 год — Песчаной ВЭС.

## Генерация электроэнергии
По состоянию на сентябрь 2020 года, на территории Ростовской области эксплуатировались 13 электростанций, общей мощностью 7545,7 МВт. В их числе одна атомная электростанция — Ростовская АЭС, одна гидроэлектростанция — Цимлянская ГЭС, три ветроэлектростанции - Сулинская ВЭС, Гуковская ВЭС и Каменская ВЭС, восемь тепловых электростанций — Новочеркасская ГРЭС, Волгодонская ТЭЦ-2, Ростовская ТЭЦ-2, Районная котельная № 3, Центральная котельная, Шахтинская ГТЭС, Новочеркасская ГТ ТЭЦ, ТЭЦ завода «Ростсельмаш». Особенностью энергетики региона является доминирование одной станции — Ростовской АЭС, обеспечивающей три четверти выработки электроэнергии.

### Ростовская АЭС
Расположена в г. Волгодонске. Крупнейшая электростанция области и одна из самых мощных атомных электростанций России. Энергоблоки станции введены в эксплуатацию в 2001—2018 годах. Установленная мощность станции — 4030,27 МВт, фактическая выработка электроэнергии в 2019 году — 33 887 млн кВт·ч. Оборудование станции включает в себя четыре энергоблока с реакторами ВВЭР-1000, мощность первых трёх энергоблоков — по 1000 МВт, четвёртого энергоблока — 1030,27 МВт. Принадлежит АО «Концерн Росэнергоатом».

### Цимлянская ГЭС
Расположена у городов Волгодонска и Цимлянска, на реке Дон. Гидроагрегаты станции введены в эксплуатацию в 1952—1954 годах. Установленная мощность станции — 211,5 МВт, фактическая выработка электроэнергии в 2019 году — 509 млн кВт·ч. В здании ГЭС установлены 5 гидроагрегатов, из них 3 мощностью по 52,5 МВт, 1 — 50 МВт и 1 — 4 МВт. Принадлежит АО «ЛУКОЙЛ-Экоэнерго».

### Новочеркасская ГРЭС
Расположена в г. Новочеркасске, один из источников теплоснабжения города. Блочная паротурбинная электростанция, в качестве топлива использует природный газ, уголь и отходы производства угля (антрацитовый штыб). Эксплуатируемые в настоящее время турбоагрегаты введены в эксплуатацию в 1990—2016 годах, при этом сама станция работает с 1965 года. Установленная электрическая мощность станции — 2258 МВт, тепловая мощность — 60 Гкал/час. Фактическая выработка электроэнергии в 2019 году — 7791 млн кВт·ч. Оборудование станции включает в себя восемь турбоагрегатов, из них два мощностью по 264 МВт, три — по 270 МВт, один — 290 МВт, один — 300 МВт и один — 330 МВт. Также имеется 13 котлоагрегатов, в том числе единственный в России энергетический котлоагрегат с циркулирующим кипящем слоем. Принадлежит ПАО «ОГК-2»

### Волгодонская ТЭЦ-2
Расположена в г. Волгодонске, один из основных источников теплоснабжения города. Паротурбинная теплоэлектроцентраль, в качестве топлива использует природный газ. Турбоагрегаты станции введены в эксплуатацию в 1977—1989 годах. Установленная электрическая мощность станции — 420 МВт, тепловая мощность — 809 Гкал/час. Фактическая выработка электроэнергии в 2019 году — 943 млн кВт·ч. Оборудование станции включает в себя четыре турбоагрегата, из них один мощностью 50 МВт, два — по 110 МВт и один — 140 МВт. Также имеется пять котлоагрегатов. Принадлежит ООО «Волгодонская тепловая генерация».

### Ростовская ТЭЦ-2
Расположена в г. Ростове-на-Дону, один из основных источников теплоснабжения города. Блочная паротурбинная теплоэлектроцентраль, в качестве топлива использует природный газ. Турбоагрегаты станции введены в эксплуатацию в 1974 году. Установленная электрическая мощность станции — 200 МВт, тепловая мощность — 890 Гкал/час. Фактическая выработка электроэнергии в 2019 году — 813 млн кВт·ч. Оборудование станции включает в себя два турбоагрегата мощностью по 100 МВт, два котлоагрегата, один паровой котёл пусковой котельной и четыре водогрейных котла. Принадлежит ООО «ЛУКОЙЛ-Ростовэнерго».

### Районная котельная № 3
Расположена в г. Ростове-на-Дону, один из основных источников теплоснабжения города. Водогрейная котельная, оборудованная газопоршневыми агрегатами для дополнительной выработки электроэнергии, в качестве топлива использует природный газ. Генераторы станции введены в эксплуатацию в 2013 году. Установленная электрическая мощность станции — 5,25 МВт, тепловая мощность — 414,8 Гкал/час. Фактическая выработка электроэнергии в 2019 году — 26 млн кВт·ч. Оборудование станции включает в себя три газопоршневых агрегата мощностью по 1,75 МВт. Принадлежит ООО «ЛУКОЙЛ-Ростовэнерго».

### Центральная котельная
Расположена в г. Ростове-на-Дону, один из основных источников теплоснабжения города. Водогрейная котельная, оборудованная газопоршневыми агрегатами для дополнительной выработки электроэнергии, в качестве топлива использует природный газ. Генераторы станции введены в эксплуатацию в 2018 году. Установленная электрическая мощность станции — 3,36 МВт, тепловая мощность — 422,73 Гкал/час. Оборудование станции включает в себя один газопоршневый агрегат. Принадлежит ООО «ЛУКОЙЛ-Ростовэнерго».

### Шахтинская ГТЭС
Расположена в городе Шахты, один из источников теплоснабжения города. Парогазовая теплоэлектроцентраль (ПГУ-ТЭЦ), в качестве топлива использует природный газ. Турбоагрегаты станции введены в эксплуатацию в 2010—2012 годах, при этом сама станция (под названием Шахтинской ГРЭС) работает с 1929 года, являясь старейшей ныне действующей электростанцией региона. Установленная электрическая мощность станции — 96,9 МВт, тепловая мощность — 108,1 Гкал/час. Фактическая выработка электроэнергии в 2019 году — 251,8 млн кВт·ч. Оборудование станции скомпоновано в два энергоблока и включает в себя четыре газотурбинные установки (мощностью 14,7 МВт, 14,8 МВт, 14,9 МВт и 15 МВт), два паротурбинных турбоагрегата мощностью 12 МВт и 25,5 МВт, а также четыре котла-утилизатора. Принадлежит ООО «Группа Мегаполис».

### Новочеркасская ГТ ТЭЦ
Расположена в г. Новочеркасске, является одним из источников теплоснабжения города. Газотурбинная теплоэлектроцентраль (ГТУ-ТЭЦ), в качестве топлива использует природный газ. Турбоагрегаты станции введены в эксплуатацию в 2011 году. Установленная электрическая мощность станции — 18 МВт, тепловая мощность — 80 Гкал/час. Фактическая выработка электроэнергии в 2019 году — 96,6 млн кВт·ч. Оборудование станции включает в себя два турбоагрегата, мощностью по 9 МВт, и два котла-утилизатора. Принадлежит АО «ГТ Энерго».

### ТЭЦ завода «Ростсельмаш»
Расположена в г. Ростове-на-Дону, обеспечивает энергоснабжение завода (блок-станция) и прилегающих районов города. Паротурбинная теплоэлектроцентраль, в качестве топлива использует природный газ. Турбоагрегат станции введен в эксплуатацию в 1931 году. Установленная электрическая мощность станции — 6 МВт, тепловая мощность — 212 Гкал/ч. Фактическая выработка электроэнергии в 2019 году — 12 млн кВт·ч. Оборудование станции включает в себя один турбоагрегат. Принадлежит ООО «Ростсельмашэнерго».

### Ветроэлектростанции
Ростовская область является лидером среди регионов России по использованию энергии ветра: здесь работают шесть ВЭС общей установленной мощностью 610 МВт.
- Каменская ВЭС — мощность 98,8 МВт, состоит из 26 ветроустановок мощностью по 3,8 МВт. Принадлежит ООО «Второй Ветропарк Фрв»;
- Сулинская ВЭС — мощность 98,8 МВт, состоит из 26 ветроустановок мощностью по 3,8 МВт. Принадлежит ООО «Второй Ветропарк Фрв»;
- Гуковская ВЭС — мощность 98,8 МВт, состоит из 26 ветроустановок мощностью по 3,8 МВт. Принадлежит ООО «Третий Ветропарк Фрв».
- Марченковская ВЭС — мощность 120 МВт, состоит из 48 ветроустановок мощностью по 2,5 МВт.
- Казачья ВЭС — мощность 100 МВт, 24 ветроустановки по 4,2 МВт.
- Азовская ВЭС — мощность 90 МВт, 26 турбин по 3,5 МВт.

## Потребление электроэнергии
Потребление электроэнергии в Ростовской области (с учётом потребления на собственные нужды электростанций и потерь в сетях) в 2019 году составило 18 882 млн кВт·ч, максимум нагрузки — 2980 МВт. Таким образом, Ростовская область является энергоизбыточным регионом. В структуре потребления электроэнергии в регионе по состоянию на 2019 год лидируют промышленность — 43 %, потребление населением составляет 21 %. Крупнейшие потребители электроэнергии (по итогам 2018 года): ОАО «РЖД» — 948 млн кВт·ч, ПАО «Таганрогский металлургический завод» — 791 млн кВт·ч, ПАО «Энергопром-НЭЗ» — 385 млн кВт·ч. Функции гарантирующего поставщика электроэнергии выполняет ПАО «ТНС энерго Ростов-на-Дону».

## Электросетевой комплекс
Энергосистема Ростовской области входит в ЕЭС России, являясь частью Объединённой энергосистемы Юга, находится в операционной зоне филиала АО «СО ЕЭС» — «Региональное диспетчерское управление энергосистемы Ростовской области и Республики Калмыкия» (Ростовское РДУ). Энергосистема региона связана с энергосистемами Волгоградской области по двум ВЛ 500 кВ, трём ВЛ 220 кВ и шести ВЛ 110 кВ, Украины по одной ВЛ 500 кВ, одной ВЛ 330 кВ, одной ВЛ 220 кВ и двум ВЛ 110 кВ, Калмыкии по одной ВЛ 220 кВ и трём ВЛ 110 кВ, Краснодарского края по трём ВЛ 500 кВ, одной ВЛ 330 кВ, трём ВЛ 220 кВ и одной ВЛ 110 кВ, Ставропольского края по двум ВЛ 500 кВ.
Общая протяженность линий электропередачи напряжением 110—500 кВ составляет 12 002,7 км, в том числе линий электропередачи напряжением 500 кВ — 2461,6 км, 330 кВ — 223,1 км, 220 кВ — 2832,6 км, 110 кВ — 6485,4 км. Магистральные линии электропередачи напряжением 220—500 кВ эксплуатируются филиалом ПАО «ФСК ЕЭС» — «Ростовское ПМЭС», распределительные сети напряжением 110 кВ и ниже — филиалом ПАО «Россети Юг» — «Ростовэнерго» (в основном) и территориальными сетевыми организациями.